# Prata di Principato Ultra
Prata di Principato Ultra è un comune italiano di 2 649 abitanti della provincia di Avellino in Campania. Il centro abitato è situato su una collina sulla riva sinistra del fiume Sabato.

## Geografia fisica

### Territorio
Il comune di Prata di Principato Ultra si trova su uno sperone allungato e scosceso a strapiombo sul fiume Sabato. Esso è circondato da boschi e da coltivazioni di diversi alberi da frutto. Anche se si trova a solo 310 m s.l.m., gode di una posizione strategica da cui si può controllare i percorsi tra Napoli e la Puglia e tra Benevento e Salerno.

## Storia
Il territorio oggi appartenente al comune è stato abitato fin dall'età preistorica e sono emersi resti di diversi villaggi irpini presso i guadi del fiume.
L'insediamento viene citato per la prima volta in un documento scritto del 1070.

### Simboli
Lo scudo è azzurro, con la fascia d'argento, caricata della lettera P, iniziale del Comune, accompagnata in capo da tre stelle d'oro, ordinate in fascia, e in punta da tre colli sormontati da tre boccioli di fiore. Il gonfalone è un drappo azzurro.

## Monumenti e luoghi d'interesse

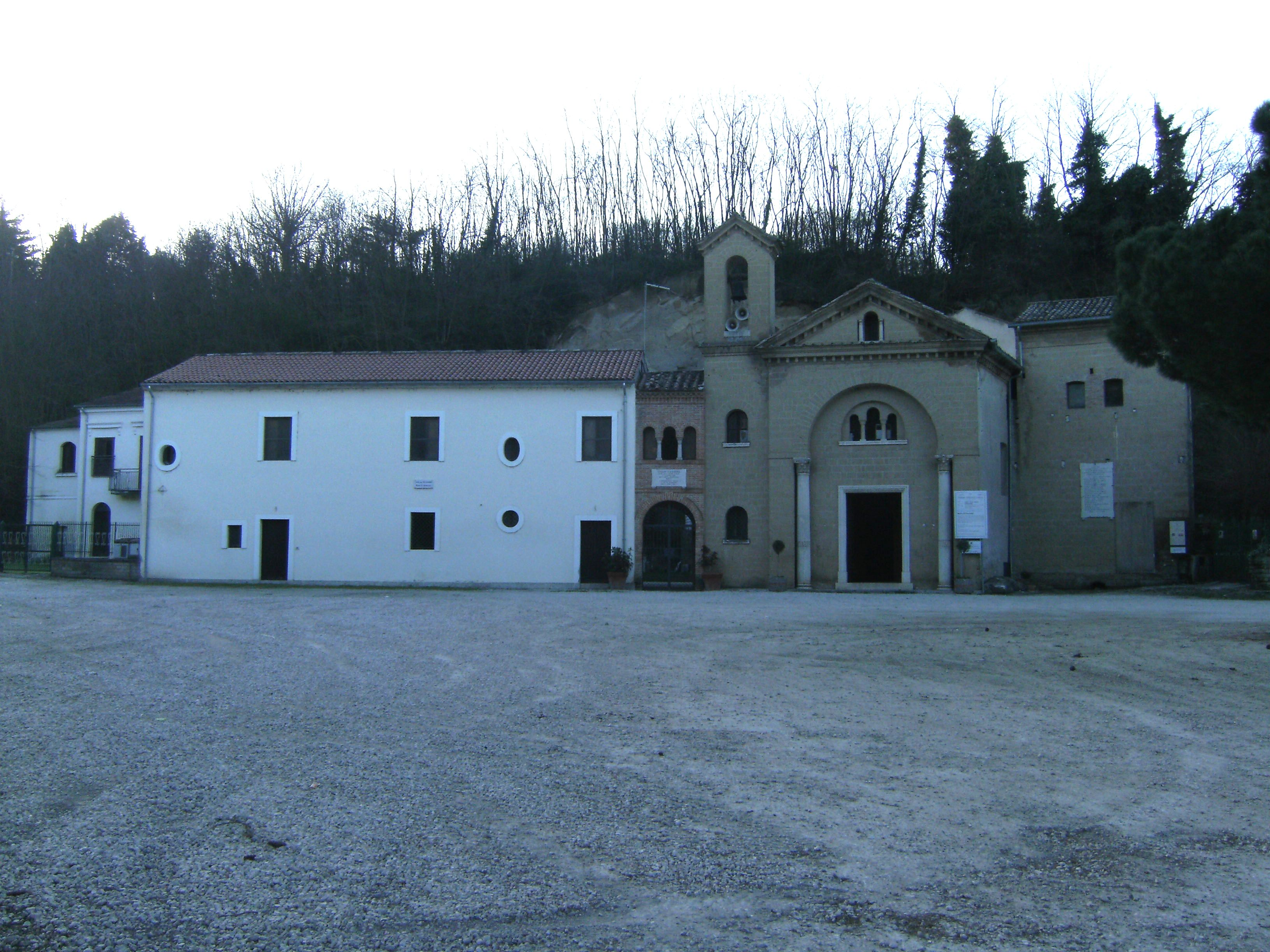
Basilica paleocristiana dell'Annunziata

### Architetture religiose
- Chiesa dell'Annunziata (basilica paleocristiana con catacombe)
- Chiesa di San Giacomo (1700)
- Chiesa di San Giuseppe (1700)
- Chiesa dell'Immacolata e San Nicola (oratorio) (1500)
- Cappella di San Michele (1700)

### Architetture civili
- Palazzo Grillo
- Monte di Pietà
- Torre civica
- Palazzo Baronale (già Castello)
- Fontana del Prete e acquedotto romano
- Fontana Acqua dei Militi
- Palazzo Ciambelli
- Vecchio Mulino

## Società

### Evoluzione demografica
Abitanti censiti

## Cultura

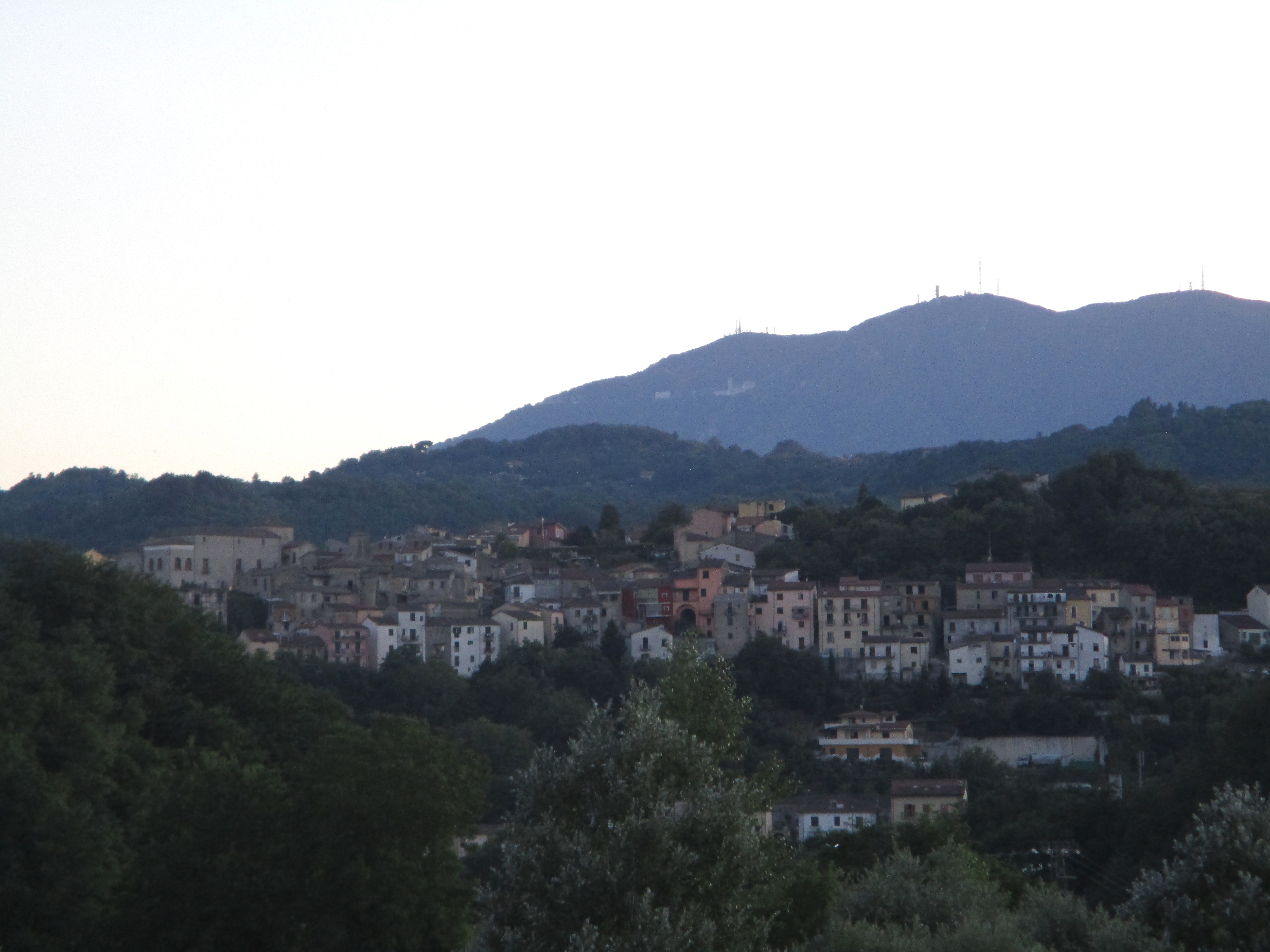
Vista dal comune di Pratola Serra

### Eventi
- L'ottava di Pasqua e l'ottava dell'ottava di Pasqua sono le due domeniche seguenti la Pasqua in cui si festeggia Maria Santissima Annunziata.
- 25 luglio: si festeggia San Giacomo nella chiesa a lui dedicata.

## Infrastrutture e trasporti

### Strade
Il comune è interessato dalla strada statale 371 della Valle del Sabato e dalle strade provinciali 46, 113, 127, 142, 208, 266 e 270.

### Ferrovie
Il comune è servito dalla stazione di Prata-Pratola, sulla ferrovia Benevento-Avellino.